# Bertrand Bautheac
Bertrand Bautheac, fransk skådespelare

## Filmografi (urval)
- 1993 - A Year in Provence (TV-serie)
- 1986 - Félicien Grevèche (TV-serie)
- 1985 - August Strindberg ett liv (TV)